# 贝尔韦代雷-迪斯皮内洛
贝尔韦代雷-迪斯皮内洛（義大利語：Belvedere di Spinello）是意大利克罗托内省的一个市镇。总面积30.19平方公里，人口2331人，人口密度77.2人/平方公里（2009年）。